# Nuoto artistico ai campionati mondiali di nuoto 2022 - Singolo (programma libero)
Il concorso del singolo (programma libero) ai campionati mondiali di nuoto 2022 si è svolto il 20 e 22 giugno 2022 presso lo stadio del nuoto Alfréd Hajós di Budapest.

## Programma
Il turno preliminare è iniziato il 20 giugno 2022 alle ore 10:00. La finale è iniziata il 22 giugno alle ore 16:00.

## Risultati
In verde sono segnati i finalisti
| Pos.    | Atleta                | Nazione       | Preliminari | Preliminari | Finale  | Finale |
| Pos.    | Atleta                | Nazione       | Punti       | Pos.        | Punti   | Pos.   |
| ------- | --------------------- | ------------- | ----------- | ----------- | ------- | ------ |
| Oro     | Yukiko Inui           | Giappone      | 94.5667     | 1           | 95.3667 | 1      |
| Argento | Marta Fiedina         | Ucraina       | 92.6333     | 2           | 93.8000 | 2      |
| Bronzo  | Evangelia Platanioti  | Grecia        | 90.4000     | 3           | 91.7667 | 3      |
| 4       | Linda Cerruti         | Italia        | 90.2667     | 4           | 90.9667 | 4      |
| 5       | Vasiliki Alexandri    | Austria       | 89.5667     | 5           | 90.1333 | 5      |
| 6       | Iris Tió              | Spagna        | 89.0333     | 6           | 89.7000 | 6      |
| 7       | Anita Alvarez         | Stati Uniti   | 87.6333     | 7           | 87.6333 | 7      |
| 8       | Eve Planeix           | Francia       | 87.1667     | 8           | 87.4667 | 8      |
| 9       | Audrey Lamothe        | Canada        | 84.5333     | 9           | 85.4000 | 9      |
| 10      | Marlene Bojer         | Germania      | 82.8667     | 10          | 84.2000 | 10     |
| 11      | Ilona Fahrni          | Svizzera      | 82.2667     | 11          | 83.1000 | 11     |
| 12      | Karina Magrupova      | Kazakistan    | 81.3000     | 12          | 82.0667 | 12     |
| 13      | Jasmine Verbena       | San Marino    | 80.8667     | 13          |         |        |
| 14      | Lee Ri-young          | Corea del Sud | 80.6000     | 14          |         |        |
| 15      | Clara De León         | Uruguay       | 77.5333     | 15          |         |        |
| 16      | Viktória Reichová     | Slovacchia    | 77.3000     | 16          |         |        |
| 17      | Szabina Hungler       | Ungheria      | 75.8667     | 17          |         |        |
| 18      | Karolína Klusková     | Rep. Ceca     | 74.6667     | 18          |         |        |
| 19      | Klara Šilobodec       | Croazia       | 73.9333     | 19          |         |        |
| 20      | Ece Üngör             | Turchia       | 73.7333     | 20          |         |        |
| 21      | Zoe Poulis            | Australia     | 72.4333     | 21          |         |        |
| 21      | Clara Ternström       | Svezia        | 72.4333     | 21          |         |        |
| 23      | Patrawee Chayawararak | Thailandia    | 70.1000     | 23          |         |        |
| 24      | Ana Culic             | Malta         | 68.9000     | 24          |         |        |
| 25      | Gabriela Alpajon      | Cuba          | 68.3000     | 25          |         |        |
| 26      | Anna Mitinian         | Costa Rica    | 66.2000     | 26          |         |        |
| 27      | Xera Vegter           | Sudafrica     | 66.1667     | 27          |         |        |
| 28      | Moramay Koomen        | Curaçao       | 64.9667     | 28          |         |        |
| –       | Polina Prikazchikova  | Israele       | dns         | dns         | dns     | dns    |